# آدم دي سان فكتور
آدم دي سان فكتور أو القديس آدم فكتور (بالإنجليزية: Adam de Saint-Victor or Adam of Saint Victor)‏ أطلق عليه هذا الاسم بالنظر إلى انتمائه إلى دير سان - فكتور، القائم في جوار باريس. يعود تاريخ ولادته، على الأرجع، إلى عام 1112: وقد توفي، حسب حوليات سان- فكتور، في 8 اتموز 1192. ويعد آدم دي سان - فكتور واحدًا من أعظم الشعراء الغنائيين والدينيين في العصر الوسيط. وما نملكه من معلومات حول سيرته الذاتية ضئيل، علاوة على كونه غير مؤكد. كان على الأرجح من أصل بروتاني، وإن كان لقب «بریتو» الذي لقب به، يمكن أن يعود إلى بروتانيا الفرنسية أو بريطانيا الانكليزية.

## نبذة
دخل آدم دير سان - فكتور حوالي عام 1130، أي في وقت كانت تهيمن فيه على هذا الدير شخصية موغ دي سان - فكتور (1096 - 1141) القوية والطاغية. وكان هوغ من عمالقة الفكر الصوفي في العصر الوسيط، وقد خلفه ریشار (؟ - نحو 1173)، الصوفي والشارح، والذي يعتبر بدوره من وجوه ذلك العصر البارزة.
وقد عرف آدم، المتخرج من مدرستهما، كيف يترجم في نشيده الغنائي ترنيمات موضوعات المذهب الفكتوري، ساعيًا إلى التوفيق بين النزعة الجدلية التي مثلها أبيلار، وبين الاندفاعات الوجدانية لمناهضي الجدلية الذين كان يتزعمهم برنار دي كليرفو. والواقع أن «ترنيمات» مؤلفنا تجمع بين النبرات الصوفية العذبة وجرأة الفكر اللاهوتي، في جو صاف من التقوى والتأمل. وقد عاش آدم حياة خشوع وتأمل، ناذرًا نفسه لعمله الليتورجي والديني.

## روابط خارجية
- آدم دي سان فكتور على موقع ميوزك برينز (الإنجليزية)
- آدم دي سان فكتور على موقع ديسكوغز (الإنجليزية)
- آدم دي سان فكتور على موقع ديسكوغز (الإنجليزية)

## دراسات
- Fassler، Margot E. (أبريل 1987). "The Role of the Parisian Sequence in the Evolution of Notre-Dame Polyphony". Speculum. ج. 62 ع. 2: 345–374. DOI:10.2307/2855230. ISSN:0038-7134. JSTOR:2855230.
- Fassler، Margot E. (2011). Gothic song: Victorine sequences and Augustinian reform in twelfth-century Paris (ط. 2). Notre Dame: University of Notre Dame Press. ISBN:9780268028893.